# Vergiss mein Ich
Vergiss mein Ich ist ein deutscher Spielfilm von Jan Schomburg, der auch das Drehbuch zum Film schrieb. Vergiss mein Ich feierte seine Uraufführung am 27. Januar 2014 beim Internationalen Film Festival Rotterdam und kam am 1. Mai 2014 in die deutschen Kinos.

## Handlung
Die schon lange mit ihrem Mann Tore verheiratete Lena Ferben erleidet plötzlich eine retrograde Amnesie, wie die Ärzte ihren Zustand beschreiben. Die Ursache ist eine nicht diagnostizierte Gehirnentzündung. Das hat zur Folge, dass Lena ihr biografisches Gedächtnis verloren hat. Sie kann zwar noch sprechen, hat auch noch Faktenwissen, aber sämtliche Erinnerungen an ihr bisheriges Leben sind ausgelöscht. Ihr Mann und ihre Freunde sind für sie plötzlich Fremde. Selbst an ihre Mutter kann sie sich nicht mehr erinnern, noch nicht einmal an ihr Aussehen.
Lenas altes Leben müssen ihr andere schildern oder auf Videos zeigen oder sie erliest es sich in ihrem zuvor geführten Tage- und Notizbuch. Doch auch gesellschaftliche und zwischenmenschliche Konventionen sind ihr zum Teil nicht mehr vertraut, so dass sie andere durch ihr Handeln mehrmals vor den Kopf stößt. So leidet sie nicht mehr unter Höhenangst und folgt ihrem Mann hoch auf den Kölner Dom. Danach nähert sie sich in einem Pflegeheim einer alten Frau, die sie für ihre Mutter hält. Später besucht sie spontan einen Gottesdienst und lernt dort einen Journalisten kennen, mit dem sie dann ein sexuelles Verhältnis hat. Bei einem Abendessen mit Freunden plaudert sie infantil aus ihrem Tagebuch, was zu einem Streit führt. Nach einiger Zeit lernt sie, die alte Lena fast perfekt zu imitieren und hält sogar eine Lesung ab. Ihr Mann jedoch möchte nicht mehr, er erträgt diesen Zustand nicht weiter. Trotzdem kommt es noch einmal zu einer sexuellen Vereinigung.

## Kritiken
„Wie schon in Jan Schomburgs Debüt ‚Über uns das All‘ (mit Sandra Hüller, die hier Lenas beste Freundin spielt) wird auch in ‚Vergiss mein Ich‘ durchgespielt, was einen Menschen ausmacht. Nicht nur diese ganz spezielle Situation ist faszinierend, auch wie Maria Schrader großartig verschiedene Schichten und Persönlichkeits-Entwürfe spielt.“

„Neben der angenehm unverkopften Reflexion darüber, was es denn nun eigentlich ist, das einen Menschen ausmacht, scheint es Schomburg zudem ein Anliegen zu sein, eine Paarbeziehung genauer zu betrachten, die der neuen Situation erst noch standhalten muss. Schließlich hatte Torbe sein Leben einst mit einer diskussionswütigen, frauenbewegten, wilden Hummel aufgebaut, nicht mit einer blankäugigen, im wahrsten Wortsinn selbstvergessenen Pubertistin mit Liebeskummer.“

„Dennoch gelingt es Schomburg auch in Vergiss mein Ich immer wieder, aus Figurenbegegnungen, aus den kleinen Irritationen in Worten, Blicken, Gesten, eine starke szenische Spannung zu entwickeln. Der schönste Moment des Films zeigt jedoch keine scheiternde, sondern eine ‚verschoben gelungene‘ Kommunikation: Auf der sonnigen Dachterrasse eines Pflegeheims führt Lena ein vertrautes, von zärtlichen Gesten begleitetes Gespräch mit einer dementen alten Dame, wobei beide einander irrtümlich für Mutter und Tochter halten. Hier fängt der Film den Zustand der Selbstvergessenheit als sanften Zauber zwischen Glück und Melancholie ein – in einer Szene, die ihre Kraft nicht aus dem gedanklichen Überbau, sondern ganz aus sich gewinnt.“

Der Film wird vom Kritiker Wolfgang M. Schmitt als kluge und einfühlsame Auseinandersetzung mit der Frage beschrieben, wie Identität entsteht. Nach einer Amnesie müsse die Hauptfigur Lena ihr Selbstbild vollkommen neu zusammensetzen. Er hebt hervor, Schomburg integriere theoretische Einflüsse von Foucault und Lacan auf geschickte Weise in eine lebendige Handlung, ohne je belehrend zu wirken. Visuelle Unschärfen und Spiegelungen würden die Brüchigkeit von Erinnerung und Selbst unterstreichen. Maria Schrader überzeuge in der Hauptrolle mit einer feinnervigen Darstellung zwischen Suche und Inszenierung. Der Film sei laut Schmitt eine leise Reflexion darüber, ob man jemals wirklich „man selbst“ sei – oder nur Rollen spiele.

## Auszeichnungen
- 2012: Nominierung für den Deutschen Filmpreis in der Kategorie Bestes Drehbuch – unverfilmt für Jan Schomburg
- 2014: Nominierung für den Tiger Award beim Internationalen Film Festival Rotterdam für Jan Schomburg
- 2014: Filmkunstpreis für Jan Schomburg beim Festival des deutschen Films

## Fernsehausstrahlung
Am 2. August 2016 wurde der Film erstmals im Fernsehen im Sender Das Erste gezeigt. Bei einer Wiederholung am 14. September 2020 zeigte Das Erste eine um ca. 8 Minuten gekürzte Version mit einer Länge von ca. 87 Minuten.